# بيتر روس (لاعب دارت)
بيتر روس (بالإنجليزية: Angus Ross)‏ هو لاعب دارت بريطاني، ولد في 7 فبراير 1966 في غلاسكو في المملكة المتحدة، وتوفي في 17 يناير 2016.

## وصلات خارجية
- أنغوس روس على موقع DartsDatabase.co.uk (الإنجليزية)